# Jewgienija Łopariowa
Jewgienija Aleksandrowna Łopariowa, ros. Евгения Александровна Лопарёва (ur. 30 maja 2000 w Moskwie) – rosyjska łyżwiarka figurowa reprezentująca Francję, startująca w parach tanecznych z Geoffrey Brissaud. Uczestniczka mistrzostw świata i Europy, zwyciężczyni zawodów z cyklu Challenger Series i medalistka zawodów z cyklu Grand Prix, dwukrotna mistrzyni Francji (2023, 2024).

## Osiągnięcia

### Z Geoffrey Brissaud (Francja)

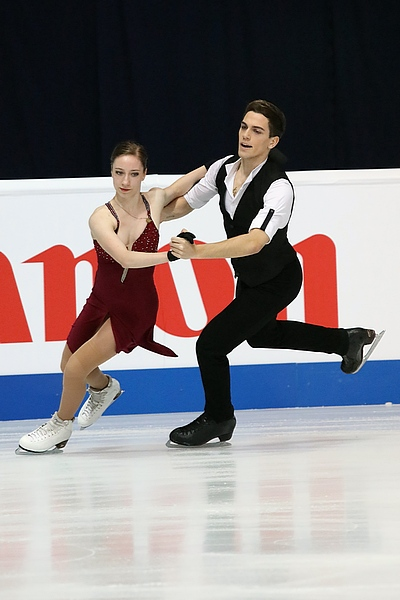
Jewgienija Łopariowa i Geoffrey Brissaud w tańcu rytmicznym na mistrzostwach świata juniorów 2019

| Zawody                                | 18–19          | 19–20          | 20–21          | 21–22          | 22–23          | 23–24          |                |                |                |                |                |                |                |                |                |                |                |
| Międzynarodowe                        | Międzynarodowe | Międzynarodowe | Międzynarodowe | Międzynarodowe | Międzynarodowe | Międzynarodowe | Międzynarodowe | Międzynarodowe | Międzynarodowe | Międzynarodowe | Międzynarodowe | Międzynarodowe | Międzynarodowe | Międzynarodowe | Międzynarodowe | Międzynarodowe | Międzynarodowe |
| ------------------------------------- | -------------- | -------------- | -------------- | -------------- | -------------- | -------------- | -------------- | -------------- | -------------- | -------------- | -------------- | -------------- | -------------- | -------------- | -------------- | -------------- | -------------- |
| Mistrzostwa świata                    |                |                | 17             |                | 12             | 8              |                |                |                |                |                |                |                |                |                |                |                |
| Mistrzostwa Europy                    |                | 15             |                | 9              | 5              | 4              |                |                |                |                |                |                |                |                |                |                |                |
| GP Gran Premio d’Italia               |                |                |                | 6              |                |                |                |                |                |                |                |                |                |                |                |                |                |
| GP Grand Prix de France               |                |                | C              | 4              | 3              | 3              |                |                |                |                |                |                |                |                |                |                |                |
| GP NHK Trophy                         |                |                |                |                | 5              |                |                |                |                |                |                |                |                |                |                |                |                |
| GP Skate America                      |                |                |                |                |                | 3              |                |                |                |                |                |                |                |                |                |                |                |
| CS Autumn Classic International       |                |                |                |                |                | 2              |                |                |                |                |                |                |                |                |                |                |                |
| CS Budapest Trophy                    |                |                |                |                | 2              |                |                |                |                |                |                |                |                |                |                |                |                |
| CS Memoriał Ondreja Nepeli            |                | 6              |                |                |                |                |                |                |                |                |                |                |                |                |                |                |                |
| CS Warsaw Cup                         |                | 4              |                |                |                | 1              |                |                |                |                |                |                |                |                |                |                |                |
| CS Lombardia Trophy                   |                |                |                | 8              |                |                |                |                |                |                |                |                |                |                |                |                |                |
| International Challenge Cup           |                |                | 1              |                |                |                |                |                |                |                |                |                |                |                |                |                |                |
| International Cup of Nice             |                |                |                | 2              |                |                |                |                |                |                |                |                |                |                |                |                |                |
| Międzynarodowe: Kategorie młodzieżowe |                |                |                |                |                |                |                |                |                |                |                |                |                |                |                |                |                |
| Mistrzostwa świata juniorów           | 10             |                |                |                |                |                |                |                |                |                |                |                |                |                |                |                |                |
| Egna Dance Trophy                     | 2 J            |                |                |                |                |                |                |                |                |                |                |                |                |                |                |                |                |
| Krajowe                               |                |                |                |                |                |                |                |                |                |                |                |                |                |                |                |                |                |
| Mistrzostwa Francji                   |                | 3              | 2              | 2              | 1              | 1              |                |                |                |                |                |                |                |                |                |                |                |
| Mistrzostwa Francji juniorów          | 2              |                |                |                |                |                |                |                |                |                |                |                |                |                |                |                |                |
| Master's de Patinage                  | 2 J            | 4              |                |                |                |                |                |                |                |                |                |                |                |                |                |                |                |

### Z Aleksiejem Karpuszowem (Rosja)
| Zawody                                | 13–14                                 | 14–15                                 | 15–16                                 | 16–17                                 | 17–18                                 |                                       |                                       |                                       |                                       |                                       |                                       |                                       |                                       |                                       |                                       |                                       |                                       |                                       |
| Międzynarodowe: Kategorie młodzieżowe | Międzynarodowe: Kategorie młodzieżowe | Międzynarodowe: Kategorie młodzieżowe | Międzynarodowe: Kategorie młodzieżowe | Międzynarodowe: Kategorie młodzieżowe | Międzynarodowe: Kategorie młodzieżowe | Międzynarodowe: Kategorie młodzieżowe | Międzynarodowe: Kategorie młodzieżowe | Międzynarodowe: Kategorie młodzieżowe | Międzynarodowe: Kategorie młodzieżowe | Międzynarodowe: Kategorie młodzieżowe | Międzynarodowe: Kategorie młodzieżowe | Międzynarodowe: Kategorie młodzieżowe | Międzynarodowe: Kategorie młodzieżowe | Międzynarodowe: Kategorie młodzieżowe | Międzynarodowe: Kategorie młodzieżowe | Międzynarodowe: Kategorie młodzieżowe | Międzynarodowe: Kategorie młodzieżowe | Międzynarodowe: Kategorie młodzieżowe |
| ------------------------------------- | ------------------------------------- | ------------------------------------- | ------------------------------------- | ------------------------------------- | ------------------------------------- | ------------------------------------- | ------------------------------------- | ------------------------------------- | ------------------------------------- | ------------------------------------- | ------------------------------------- | ------------------------------------- | ------------------------------------- | ------------------------------------- | ------------------------------------- | ------------------------------------- | ------------------------------------- | ------------------------------------- |
| JGP w Austrii                         |                                       |                                       |                                       |                                       | 4                                     |                                       |                                       |                                       |                                       |                                       |                                       |                                       |                                       |                                       |                                       |                                       |                                       |                                       |
| JGP w Czechach                        |                                       |                                       |                                       | 4                                     |                                       |                                       |                                       |                                       |                                       |                                       |                                       |                                       |                                       |                                       |                                       |                                       |                                       |                                       |
| Krajowe                               |                                       |                                       |                                       |                                       |                                       |                                       |                                       |                                       |                                       |                                       |                                       |                                       |                                       |                                       |                                       |                                       |                                       |                                       |
| Mistrzostwa Rosji juniorów            |                                       |                                       | 9                                     | 9                                     |                                       |                                       |                                       |                                       |                                       |                                       |                                       |                                       |                                       |                                       |                                       |                                       |                                       |                                       |
| Mistrzostwa Rosji młodzików           | 5                                     | 5                                     | 1                                     |                                       |                                       |                                       |                                       |                                       |                                       |                                       |                                       |                                       |                                       |                                       |                                       |                                       |                                       |                                       |

## Programy
Jewgienija Łopariowa / Geoffrey Brissaud
| Sezon   | Taniec rytmiczny (RD) | Taniec dowolny (FD) |
| ------- | --- | --- |
| 2022–23 | | |
| 2021–22 | - Hip-hop: The Next Episode – Dr Dree ft. Snoop Dogg - Blues: Killing Me Softly With His Song – Fugees - Hip-hop: Jump Around – House of Pain choreografia: Aleksandr Żulin, Kader Belmoktar | - Adagio In Sol Minores Mi 26 (live) – Hauser, aranż. Cedric Tour - Allegretto – Karl Jenkins, aranż. Cedric Tour choreografia: Aleksandr Żulin, Kader Belmoktar |
| 2020–21 | - Fokstrot, quickstep, swing: Too Darn Hot (z musicalu Kiss Me, Kate) choroegrafia: Siergiej Pliszkin                                                                                        | - Adagio for Tron – Daft Punk choroegrafia: Siergiej Pliszkin |
| 2019–20 | - Fokstrot, quickstep, swing: Too Darn Hot (z musicalu Kiss Me, Kate) choroegrafia: Siergiej Pliszkin                                                                                        | - Adagio for Tron – Daft Punk - Huggy Bellkiss (original mix) – Daft Punk choreografia: Siergiej Pliszkin                                                        |
| 2018–19 | - Tango: El Choclo choreografia: Jekatierina Rublowa | - Danse Macabre – Camille Saint-Saëns choreografia: Jekatierina Rublowa                                                                                          |